# Яна Кова
Яна Кова (на английски: Jana Cova) е артистичен псевдоним на чешката порнографска актриса, еротичен модел от полски произход Яна Оуйеска (Jana Oujeska).
Родена е на 13 април 1980 г. в град Вишков, Чехословакия, днешна Чехия.

## Кариера
През 2005 г. подписва ексклузивен договор с компанията „Диджитъл Плейграунд“. Снима се в продукции на тази компания до октомври 2007 г., когато договорът ѝ приключва и не е подновен. След това създава своя собствена продуцентска компания – „Клуб Яна Кова“, като продуцира както себе си, така и други чешки модели.

## Награди и номинации
Носителка на награди
- 2007: AVN награда за най-добра секс сцена само с момичета (видео) – „Островна треска 4“ (с Тийгън Пресли, Джеси Джейн и София Санти).[4][5]

Номинации
- 2009: Номинация за AVN награда за най-добра соло секс сцена – „Яна Кова еротика“.[6][5]
- 2009: Номинация за AVN награда за най-добра секс сцена с тройка само момичета – „Jack's Big Ass Show 7“ (с Карли Монтана и Чарли Лейн).[5][6]
- 2009: Номинация за AVN награда за най-добра секс сцена с тройка само момичета – „Jana Cova: Video Nasty“ (с Сами Роудс и Анди Валентино).[5][6]
- 2010: Номинация за AVN награда за най-добра секс сцена с тройка само момичета.[5]
- 2010: Номинация за F.A.M.E. награда за най-горещо тяло.[7]

Други признания и отличия
- 2003: Пентхаус любимка за месец април.[8]